# Coccoloba lindaviana
Espèce
Synonymes
- Coccoloba itzana Lundell[1]

Statut de conservation UICN

 CR C2a : 
En danger critique
Coccoloba lindaviana est une espèce de plantes de la famille des Polygonaceae.

## Publication originale
- Journal of the Arnold Arboretum 40(2): 201–202. 1959. (10 Apr 1959)